# UFC Undisputed 3
É um jogo de Mixed Martial Arts MMA sendo de propriedade do UFC e lutadores desenvolvidos por Yuke e publicado pela THQ.Foi lançado 14 fevereiro de 2012 na América do Norte e 17 fevereiro de 2012 na Europa para PlayStation 3 e Xbox 360. É o terceiro jogo a ser lançado sob o acordo da THQ 2007 com o UFC. Em 08 de outubro de 2011, foi revelado através de uma conferência de imprensa ao vivo com Dana White UFC que o campeão dos pesos medios, Anderson Silva, tinha vencido a enquete do publico para aparecer como o atleta da capa para o jogo.

## Lutadores UFC
| Peso Pesado Pat Barry Travis Browne Shane Carwin Mirko Cro Cop Junior dos Santos Gabriel Gonzaga Cheick Kongo Brock Lesnar Sean McCorkle Frank Mir Roy Nelson Antonio Rodrigo Nogueira Alistair OvereemDLC Ben Rothwell Brendan Schaub Stefan Struve Cain Velasquez Meio Pesado Ryan Bader Jason Brilz Phil DavisDLC Cyrille Diabaté Rashad Evans Rich Franklin[M] Forrest Griffin Matt Hamill Dan Henderson[M] Quinton Jackson Jon Jones Chuck Liddell Lyoto Machida Vladimir Matyushenko Antônio Rogério Nogueira Tito Ortiz Mauricio Rua Thiago Silva Brandon Vera | Peso Médio Yoshihiro Akiyama Alan Belcher Vitor Belfort[MP] Michael Bisping Kendall Grove Chris Leben Demian Maia Nate Marquardt Court McGee Jason MillerDLC Mark Munoz Kyle NokeDLC Yushin Okami Rousimar Palhares Jorge Rivera Alessio SakaraDLC Anderson Silva[MP] Wanderlei Silva[MP] Chael Sonnen Brian StannDLC |

| Meio Médio Thiago Alves Carlos Condit Nick DiazDLC Jon Fitch Dan Hardy John HathawayDLC Matt Hughes Anthony JohnsonDLC Martin Kampmann[MW] Dong Hyun Kim Josh Koscheck Pascal KraussDLC Chris Lytle Rory MacDonaldDLC BJ Penn[L] Diego Sanchez[L] Matt Serra Jake Shields[M] Georges St-Pierre[M] Mike Swick[M] Paulo Thiago | Peso Leve Donald Cerrone Nate Diaz[MM] Evan Dunham Frankie Edgar Takanori Gomi Clay Guida Melvin Guillard Ben Henderson Joe LauzonDLC Gray Maynard Jim Miller Charles OliveiraDLC Ross Pearson Anthony Pettis Sean Sherk Dennis Siver George Sotiropoulos Joe Stevenson[P] Sam StoutDLC | Peso Pena Jose Aldo Raphael Assunção Mike Brown Kenny Florian[L] Manvel Gamburyan Leonard Garcia Josh Grispi Mark Hominick Chan Sung JungDLC Erik Koch Chad Mendes Diego Nunes Fredson Paixão George Roop Cub Swanson Javier Vazquez Tiequan Zhang |

| Peso Galo Antonio Banuelos Renan Barão Joseph Benavidez Brian Bowles Chris Cariaso Dominick Cruz Urijah Faber[P] Demetrious Johnson Scott Jorgensen Takeya Mizugaki Damacio Page Brad Pickett Miguel Torres Charlie Valencia Eddie Wineland Norifumi Yamamoto | Legenda MP O Lutador também luta no Peso Meio Pesado. M O Lutador também luta no Peso Médio. MM O Lutador também luta no Peso Meio Médio. L O Lutador também luta no Peso Leve. P O Lutador também luta no Peso Pena DLC Conteúdo para baixar |